# Sibel Edmonds
Pour les articles homonymes, voir Sibel (homonymie).
 (septembre 2009).
Si vous disposez d'ouvrages ou d'articles de référence ou si vous connaissez des sites web de qualité traitant du thème abordé ici, merci de compléter l'article en donnant les références utiles à sa vérifiabilité et en les liant à la section « Notes et références ».
Pour les articles homonymes, voir Edmonds.
Sibel Deniz Edmonds est une ancienne traductrice du FBI et fondatrice de la National Security Whistleblowers Coalition (en) (NSWBC). Pendant sa collaboration au FBI, elle découvrit et dénonça des actes d’espionnage et de rétention d’informations susceptibles de mettre en danger la Sécurité nationale des États-Unis. Après avoir averti sa hiérarchie, elle fut réduite au silence par le FBI et, devant son entêtement, licenciée en mars 2002. La procédure judiciaire intentée aboutit finalement à l’utilisation du privilège de secret d'État par le procureur général des États-Unis John Ashcroft ; le Congrès fut même empêché de statuer et de délibérer de son cas. Elle a obtenu en mars 2006 le PEN/Newman’s Own First Amendment Award (prix d'une association d'écrivains) pour sa contribution à la simple liberté d’expression dont chaque citoyen américain dispose dès sa naissance.

## Biographie

### Études et carrière au FBI
Fille d’un docteur azerbaïdjanais, Sibel Edmonds est née en 1970 en Iran. Après quelques années elle se rendit en Turquie avant de s’installer aux États-Unis pour y poursuivre ses études. Elle parle couramment quatre langues : l’anglais, le turc, le farsi et l’azéri. En 1996, elle opta pour la nationalité américaine. Elle a obtenu un doctorat en commerce international et affaires publiques à l’université George-Mason. Elle est également licenciée en criminologie et psychologie de l’université George-Washington.
Elle fut engagée par le FBI comme interprète à la suite des attentats du 11 septembre 2001 dans l’unité de traduction des langues orientales, à un moment où des centaines d'heures d'enregistrement (en turc, en arabe…) restaient inexploitées par manque d'interprètes qualifiés. En décembre de la même année, Sibel Edmonds est contactée par une collègue du FBI, Melek Can Dickerson, qui tente de la recruter pour le compte d'une mystérieuse organisation économique turque. Entre décembre 2001 et mars 2002, Sibel Edmonds rapporta à sa hiérarchie certains comportements troublants de Melek Can Dickerson. Elle adressa une plainte à la direction du FBI, ainsi qu’à l’inspecteur général du département de la Justice ; sans succès. Elle fut révoquée par le FBI le 22 mars 2002 sans aucun motif.

### Allégations
Au cours de ses fonctions, Sibel Edmonds mit en évidence, preuves à l'appui, que le FBI, le département d’État, et le Pentagone avaient été infiltrés par des personnes liées en particulier à une organisation turque opérant sur le territoire américain. Elle accusa également une de ses collègues, Melek Can Dickerson, d’espionnage, de rétention d’informations, fausses traductions de documents confidentiels de la part d’agents assermentés du FBI dans le but de détourner des enquêtes et de bénéficier d'une protection interne en la personne de son superviseur, Mike Feghali. Melek Can Dickerson ne fut jamais sanctionnée et fut même mutée pendant quelques années en compagnie de son mari au quartier-général de l'OTAN à Bruxelles. En outre, les problèmes soulevés par Sibel touchent à la corruption de fonctionnaires gouvernementaux et de représentants élus par des éléments étrangers.
Edmonds affirme également détenir des preuves sur un trafic de drogue, de blanchiment d’argent et d’activités terroristes en rapport avec la Turquie. Certaines de ces enquêtes furent étouffées à la demande du département d’État, ceci afin de ne pas compromettre les bonnes relations avec certains investisseurs étrangers. Une partie des personnes mises en cause étaient liées à l'American-Turkish Council (en) (ATC). Cette association, chargée de promouvoir les relations entre la Turquie et les États-Unis. Fondée selon le même modèle que l'American Israel Public Affairs Committee (AIPAC), elle regroupe de grandes entreprises américaines (comme Boeing) désireuses d'investir en Turquie ainsi que des personnalités des mondes politique et économique turcs. On trouve également un certain nombre de militaires turcs.

### Litiges et auditions devant le Congrès
Le conflit entre Sibel Edmonds et le FBI attira l’attention de la Commission judiciaire du Sénat qui tint des auditions informelles à ce sujet les 17 juin et 9 juillet 2002. Pendant ces auditions, le FBI fournit divers documents et rapports non-classés concernant l’affaire, et reconnut même que certaines des accusations formulées, comme le comportement non professionnel de sa collègue, ainsi que la gérance douteuse de son unité, étaient fondées. Deux sénateurs demandèrent par lettre à l’inspecteur général Glenn Fine, au procureur général Ashcroft ainsi qu'au directeur du FBI Robert Mueller un audit indépendant au sujet de l’unité de traduction du FBI.
Le 22 juillet 2002, Edmonds déposa une plainte contre le département de la Justice, le FBI, et certains officiels influents, arguant qu’elle fut injustement révoquée du FBI pour avoir dénoncé des activités criminelles commises par des agents et employés gouvernementaux. Le 18 octobre 2002, le procureur général, John Ashcroft, invoqua le State Secret Privilege (Privilège de secret d'État) pour la débouter de sa plainte. Le State Secret Privilege n'est normalement utilisé que lorsque la sécurité nationale est en jeu ; ce qui ne ferait que confirmer les éléments fournis par Sibel Edmonds.
Le 15 août 2002, un autre procès, Burnett v. Al Baraka Investment & Dev. Corp., fut intenté par les familles de 600 victimes des attentats du 11 septembre 2001, contre des banques saoudiennes, des organisations de charité, ainsi que certaines compagnies. Edmonds devait témoigner dans le cadre de cette affaire, affirmant que le FBI connaissait les intentions d’Al-Qaïda avant les attaques. Le 11 décembre 2003, le procureur général John Ashcroft invoqua de nouveau le 'State Secret Privilege’, exprima une motion pour la suppression de la déposition d’Edmonds et le déboutement de l’affaire. Le juge, désireux d’en savoir plus, demanda au gouvernement de fournir tous les documents non-classés concernant ce dossier. À cela, John Ashcroft opposa une fin de non-recevoir. Le 13 mai 2004, il classa même rétroactivement toute l’affaire Edmonds "Top Secret". Cette classification a posteriori était sans précédent. Cette reclassification, acceptée, empêcha Sibel Edmonds de témoigner dans le procès du 11 septembre, et le 6 juillet 2004, sa propre plainte fut déboutée. Edmonds fit immédiatement appel de cette décision.
Le 21 avril 2005, quelques heures avant son procès en appel, trois juges prétextèrent une règle interdisant l’accès des journalistes et des citoyens au tribunal. Edmonds ne fut même pas admise au tribunal pendant les débats. Au même moment, l’Inspecteur général publia un compte rendu d’un rapport officiel de l’enquête qui concluait qu'un grand nombre des allégations d’Edmonds étaient fondées, que le FBI ne les a pas prises au sérieux, et qu'elles furent la raison principale de son licenciement. Son cas fut débouté le 6 mai 2005, sans raison et sans aucun témoignage.
Le 5 août 2005, l’Union américaine pour les libertés civiles (ACLU) soumit une pétition pour que la cour suprême des États-Unis revoie l’application du State Secret Privilege. Le 28 novembre 2005, la cour suprême rejeta la requête. Nullement découragés, une trentaine de groupes de pression ont soumis le 7 mars 2007 une requête auprès d’Henry Waxman pour obtenir une audition sur l’affaire Edmonds devant le Congrès des États-Unis. Sans succès. Edmonds et certains groupes de pression contestent le recours au State Secret Privilege fait par John Ashcroft, qui a, selon eux, pour unique but de protéger l’Administration Bush, et certains officiels du département de la Justice.

### Nouvelles révélations
Edmonds mit au jour un rapport afférant aux attentats du 11 septembre 2001. Il était question de rétentions d’informations antérieures et postérieures aux attentats. En avril 2001, un informateur du FBI, infiltré dans une cellule terroriste depuis 1990, informa deux agents et un traducteur qu’Oussama ben Laden préparait une attaque terroriste. Quatre ans après les attaques, les officiels refusaient toujours d’admettre qu’ils avaient été en possession d’informations sensibles concernant ces attaques. Le Mémorandum Phoenix, reçu des mois avant les attaques du 11 septembre, avertissaient spécifiquement le Quartier général du FBI que des personnes liées au réseau Al-Qaïda prenaient des cours d’aviation. Quatre mois avant les attaques, un agent iranien fournit au FBI des informations au sujet de l'emploi d’avions, la liste des grandes villes américaines prises pour cibles.
Mais ceci n'est rien en comparaison des éléments mis en exergue le 6 janvier 2008 par le Sunday Times. Cet article se fondait sur des révélations faites par Sibel Edmonds un mois auparavant. Elle y dénonce, entre autres, des transactions concernant du matériel nucléaire, l’infiltration d'institutions militaires et universitaires américaines par des taupes turques et israéliennes. Un haut fonctionnaire du département d’État serait notamment compromis. Longtemps secret, son nom a été rendu public en 2006. Il aurait dénoncé le rôle de certaines sociétés écran utilisées par la CIA pour infiltrer le trafic de matériels nucléaires (la société Brewster Jennings & Associates (en) par exemple). À cette occasion, la couverture de l'agent Valerie Plame Wilson (Affaire Plame-Wilson), qui enquêtait sur ce trafic planétaire, aurait été révélée aux taupes turques et israéliennes.
Les Turcs auraient en fait agi en tant qu'intermédiaires pour le compte d'autres pays comme la Libye, le Pakistan (réseau du docteur Khan et les services secrets pakistanais, l'Inter-Services Intelligence-ISI-) voire Israël.

### Informer
Sibel Edmonds a publié de nombreux témoignages et essais sur ses expériences vécues depuis 2002, sans jamais avoir outrepassé le State Secret Privilege qui lui a été imposé. Elle continue de clamer la véracité de ses allégations, contre vents et marées, et dans une lettre ouverte du 14 mai 2005 adressée au Congrès, elle dénonce la position du gouvernement qui protège certaines relations diplomatiques (non citées), ainsi que certaines relations commerciales extérieures, profitant de la sorte à une minorité de personnes, et non la majorité que représente le peuple américain.
Parallèlement à son combat judiciaire, Sibel Edmonds se lança dans la création de la National Security Whistleblowers Coalition (en) (NSWBC). Fondée en août 2004, c'est une alliance indépendante et non-partisane de « dénonciateurs » ou whistleblowers qui stigmatise les faiblesses de l’État en matière de sécurité ; informe les services de sécurité des vulnérabilités au sein des agences de renseignements, divulgue les fraudes, abus, et dans certains cas les conduites criminelles au sein du Gouvernement… Devenir membre de la NSWBC est exclusivement réservé aux employés actifs ou retraités fédéraux, civils et militaires, sous contrat avec le gouvernement américain et qui, à leur détriment, divulguèrent de telles fraudes et abus.

### Le documentaireUne femme à abattre
Séduits par son combat, deux journalistes français, Mathieu Verboud et Jean-Robert Vialletont, auteurs d’un autre documentaire pimenté Les Enfants Perdus de Tranquility Bay, ont réalisé un documentaire sur Sibel Edmonds intitulé Une femme à abattre. Prenant pour point de départ l’affaire Edmonds, avec ses imbroglios judiciaires et politiques, Verboud et Viallet prennent soin de mettre en évidence les dessous politico-financiers, le trafic d’armes nucléaires à l’échelle mondiale orchestré par une partie néo-conservatrice de l’Administration George W. Bush, les mensonges de la politique étrangère américaine et de certains de ses alliés. Des révélations effarantes concluent ce documentaire, dont certains agents du renseignement américain, mettant sur le banc des accusés l'Administration Bush.